# 3,3'-二磺酸基联苯-4,4'-二甲酸
3,3'-二磺酸基联苯-4,4'-二甲酸是一种有机酸，化学式为C14H10O10S2。它可由4,4'-二甲基联苯磺化后氧化制得。它和4-叔丁基苯胺在三氯化磷存在下于甲苯中反应，可以得到N,N'-二(4-叔丁基苯基)-3,3'-二磺酸基联苯-4,4'-二甲酰胺。它可以用于构筑金属有机框架材料。